# Виктор I Амадей (князь Ангальт-Бернбурга)
Виктор I Амадей Ангальт-Бернбургский (нем. Viktor I. Amadeus von Anhalt-Bernburg; 6 октября 1634, Гарцгероде — 14 февраля 1718, Бернбург) — князь Ангальт-Бернбурга из рода Асканиев, правивший с 1656 года.

## Биография
Виктор Амадей — сын князя Кристиана II Ангальт-Бернбургского (1599—1656) и его супруги Элеоноры Софии Шлезвиг-Гольштейн-Зондербургской (1603—1675), дочери герцога Иоганна Шлезвиг-Гольштейн-Зондербургского. Крестным отцом принца стал герцог Савойский Виктор Амадей I. Принц вырос в Лейдене под надзором теолога Фридриха Спангейма. После смерти старшего брата Эрдмана Гидеона в 1649 году Виктор Амадей был назначен наследником престола в Ангальт-Бернбурге, сопровождал отца в поездках и выполнял дипломатические миссии.
Виктор I Амадей наследовал отцу в Ангальт-Бернбурге в 1656 году и приложил все усилия для восстановления страны после Тридцатилетней войны. Вместе с другими ангальтскими князьями в 1666 году он утвердил новое законодательство. Виктор Амадей преобразовал финансовую систему и приобрёл новые территории в результате вымирании линии Ангальт-Бернбург-Гарцгероде в 1709 году. В 1677 году Виктор Амадей ввёл в Ангальт-Бернбурге примогенитуру, тем не менее, в 1709 году выделил в владения младшего сына Лебрехта амт Хойм с Цейцем и Беллебеном.
Виктор Амадей состоял в Плодоносном обществе под именем «Прославленный» (Der Gerühmte). В последние годы жизни князь Виктор Амадей ослеп и ожесточённо конфликтовал со старшим сыном, заключившим неподобающий происхождению брак. Похоронен в дворцовой церкви в Бернбурге.

## Семья и потомки
16 октября 1667 года в Майзенхайме Виктор Амадей Ангальт-Бернбургский женился на Елизавете Пфальц-Цвейбрюкенской, дочери пфальцграфа Фридриха Цвейбрюккенского. Елизавета умерла при родах пятого сына.
В этом браке родились:
- Карл Фридрих (1668—1721), князь Ангальт-Бернбурга, женат на графине Софии Альбертине Сольмс-Зонненвальдской (1672—1708), затем на Вильгельмине Шарлотте Нюслер, графине Балленштедтской
- Лебрехт (1669—1727), князь Ангальт-Бернбург-Хойма, женат на принцессе Шарлотте Нассау-Дилленбургской (1673—1700), затем на баронессе Эберардине ван Вееде, графине Веедской (1685—1724), позднее на Софии фон Ингерслебен (ум. 1726)
- София Юлиана (1672—1674)
- Иоганн Георг (1674—1691), погиб
- Кристиан (1675)
- безымянный сын (1677)